# Enrico Rotelli
Enrico Rotelli (Schio, 10 marzo 1980) è uno scrittore, giornalista e traduttore italiano.

## Biografia
Nato a Schio e laureato all'Università degli Studi di Bologna con una tesi in Semiotica delle Arti, è autore del romanzo autobiografico Nanda e io e della raccolta di interviste L'America è un esperimento. Ha tradotto Il grande Gatsby di Francis Scott Fitzgerald. e scrive di letteratura degli Stati Uniti d'America sul Corriere della Sera. Alcuni suoi articoli e racconti sono stati pubblicati tra gli altri sulle riviste Vogue e Rolling Stone. 
È stato assistente di Fernanda Pivano, ha collaborato ai progetti editoriali della Fondazione Fabrizio De André ed ha scritto e curato le biografie di Carla Fracci, Gillo Dorfles, Fernanda Pivano e di Valentina Cortese da cui è stato tratto il documentario Nastro d'Argento Diva!. 
Nel 2020 ha vinto il Premio giornalistico Amerigo per la copertura della cultura degli Stati Uniti d'America in Italia. Nel 2024 con Nanda e io ha vinto il Premio Visintin, il Premio Letterario Città di Como  ed è stato selezionato per il Premio Giovanni Comisso . Ispirandosi al libro, nello stesso anno ha portato in scena con Paola Turci uno spettacolo omonimo al Teatro Franco Parenti.

## Opere

### Memoir
- Nanda e io, I miei anni con Fernanda Pivano, Milano, La nave di Teseo, 2023

### Raccolte
- L’America è un esperimento. Scrittori e storie degli Stati Uniti, Milano, La nave di Teseo, 2021[9]

### Biografie
- Valentina Cortese, Quanti sono i domani passati, Milano, Mondadori, 2012[10]
- Carla Fracci, Passo dopo passo. La mia storia, Milano, Mondadori, 2013[11]
- Paola Turci, Mi amerò lo stesso, Milano, Mondadori, 2014[12]
- Gillo Dorfles, Paesaggi e personaggi, Milano, Bompiani, 2017[13]

### Curatele
- Fernanda Pivano. Diari 1917-1973, Milano, Bompiani, 2008[14]
- Fernanda Pivano. Diari 1974-2009, Milano, Bompiani, 2010[15]

### Traduzioni
- Francis Scott Fitzgerald, Il grande Gatsby, Milano, Bompiani, 2019[16]

### Antologie
- Multipli forti. Voci dalla letteratura italiana contemporanea, Roma, Minimum Fax, 2023
- American Objects, Milano, Popeyes, 2023

### Teatro
- Nanda e io, con Paola Turci, Teatro Franco Parenti, Milano